# Rabi Elia
Rabi Robert Elia, född 19 april 1987, är en svensk fotbollsspelare (försvarare) med syrianskt ursprung.

## Karriär
Elia började sin karriär som ungdomsspelare i Assyriska FF mellan 1998 och 2000 för att sedan fortsätta i Hammarby IF mellan 2000 och 2003. 2003 gick han över till Syrianska FC, där han spelade fram till 2014. I februari 2015 skrev han på för AFC United.
I februari 2016 värvades Elia av division 3-klubben Trosa Vagnhärad SK. Han spelade 17 matcher och gjorde ett mål under säsongen 2016. I december 2016 förlängde Elia sitt kontrakt med klubben. I december 2021 gick han till division 2-klubben United IK Nordic.